# Ten Mile Creek
 (juillet 2025).
Ten Mile Creek est une census-designated place située dans le comté de Montgomery, dans l’État du Maryland, aux États-Unis. Lors du recensement de 2020, elle comptait 1 012 habitants.